# 迪沃卡奧爾利采河

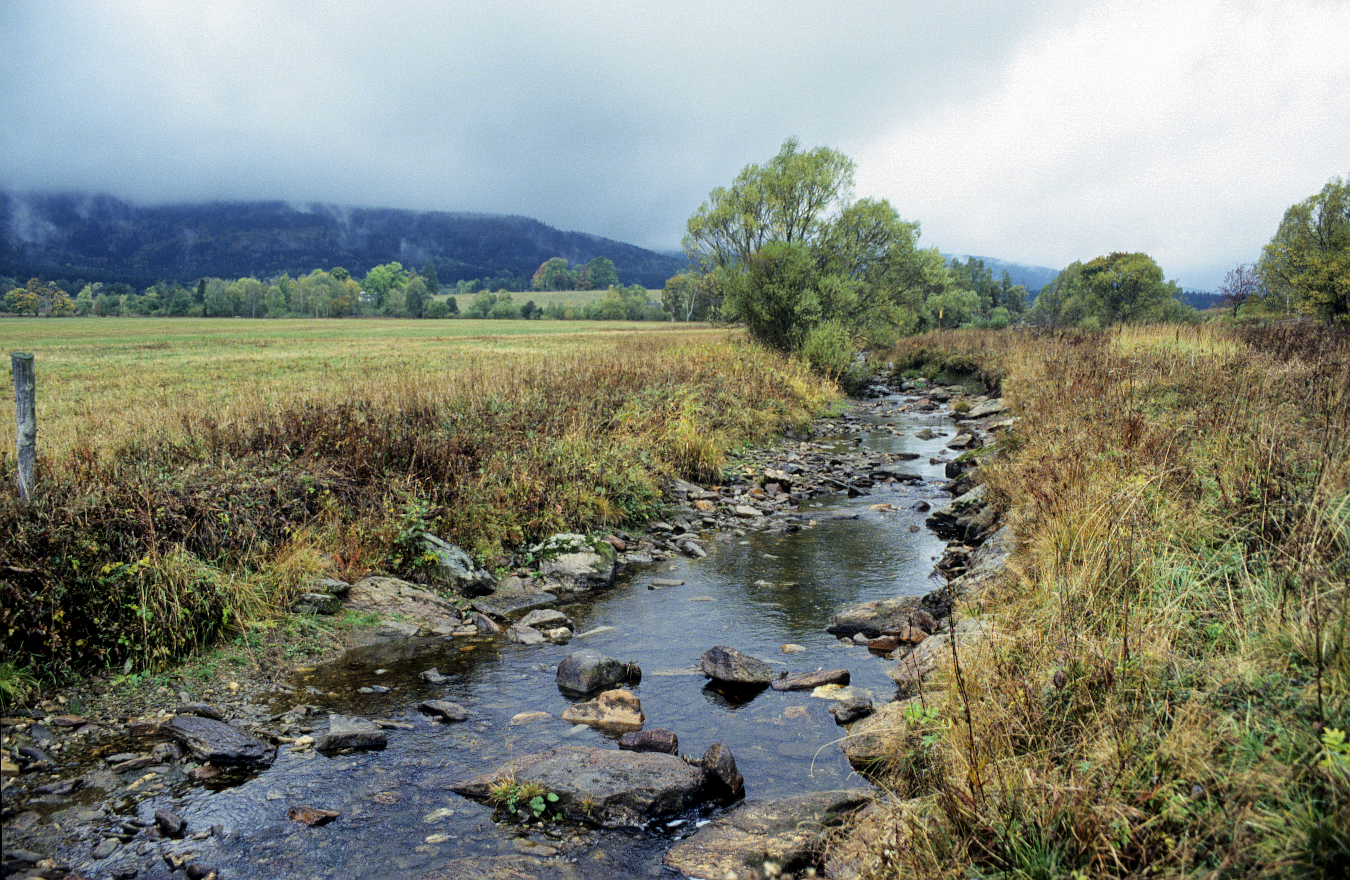

50°08′04″N 16°04′09″E / 50.1345°N 16.0691°E
迪沃卡奧爾利采河（捷克語：Divoká Orlice）是東歐的河流，流經捷克和波蘭，屬於奧爾利采河的支流，該河流處於首都布拉格以東120公里，河道全長99公里。